# Samba de Janeiro
"Samba de Janeiro" é uma música do grupo dance alemão Bellini, lançada como primeiro single de seu álbum de estreia de mesmo nome, em 1997.
A música é cantada pela vocalista da primeira formação do grupo, a brasileira Dandara Santos, e tornou-se um imenso sucesso na Europa quando foi lançada. Apesar do nome, a faixa não é um samba e, curiosamente, não ficou conhecida no Brasil.
Em 2014, o grupo lançou uma nova versão do single, com letras adicionais cantadas pelas novas vocalistas, intitulado "Samba do Brasil".
A música está presente no jogo Samba de Amigo produzido pela Sonic Team e publicado pela Sega nas versões de Sega Dreamcast (2000) e Nintendo Wii (2008)

## CD Single
CD maxi
1. "Samba de Janeiro" (Radio Edit) – 2:50
2. "Samba de Janeiro" (Club Mix) – 5:38
3. "Samba de Janeiro" (Vanity Back Yard Remix) – 5:18
4. "Samba de Janeiro" (Peter Parker Remix) – 5:52

CD remixes
1. "Samba de Janeiro" (Radio Edit) – 2:50
2. "Samba de Janeiro" (Club Mix) – 5:38
3. "Samba de Janeiro" (Vanity Back Yard Remix) – 5:18
4. "Samba de Janeiro" (Peter Parker Remix) – 5:52
5. "Samba de Janeiro" (John Acquaviva Remix) – 7:59
6. "Samba de Janeiro" (Merlyn Remix) – 6:00

Cassette
1. "Samba de Janeiro" (Radio Edit) – 2:50
2. "Samba de Janeiro" (Club Mix) – 5:38
3. "Samba de Janeiro" (Vanity Back Yard Mix) – 5:18
4. "Samba de Janeiro" (Radio Edit) – 2:50
5. "Samba de Janeiro" (Club Mix) – 5:38
6. "Samba de Janeiro" (Vanity Back Yard Mix) – 5:18

## Posições nas paradas
| Parada (1997–2013)                    | Posição |
| ------------------------------------- | ------- |
| Áustria (Ö3 Austria Top 75)           | 3       |
| Bélgica (Ultratop 50 de Flandres)     | 4       |
| Bélgica (Ultratop 50 da Valônia)      | 4       |
| Bélgica Dance (Ultratop)              | 16      |
| Dinamarca (IFPI)                      | 8       |
| Europa (Eurochart Hot 100)            | 3       |
| Finlândia (Suomen virallinen lista)   | 6       |
| França (SNEP)                         | 3       |
| Alemanha (Offizielle Deutsche Charts) | 2       |
| Hungria (Mahasz)                      | 1       |
| Islândia (Íslenski Listinn Topp 40)   | 7       |
| Irlanda (IRMA)                        | 6       |
| Países Baixos (Dutch Top 40)          | 7       |
| Países Baixos (Single Top 100)        | 10      |
| Noruega (VG-lista)                    | 12      |
| Escócia (Scottish Singles Chart)      | 6       |
| Suécia (Sverigetopplistan)            | 23      |
| Suíça (Schweizer Hitparade)           | 2       |
| Reino Unido (UK Singles Chart)        | 8       |
| Reino Unido (UK Dance Chart)          | 12      |